# Альваро Самора
Альваро Самора (ісп. Álvaro Zamora, нар. 9 березня 2002, Сан-Хосе) — костариканський футболіст, півзахисник клубу «Аріс» (Салоніки) та національної збірної Коста-Рики.

## Клубна кар'єра
Народився 9 березня 2002 року в місті Сан-Хосе. Вихованець юнацьких команд футбольних клубів «Алахуеленсе», американського «Орландо Сіті» та «Ередіано».
У дорослому футболі дебютував 2020 року виступами за команду «Мунісіпаль Гресія» на умовах оренди з останнього.
Наступного року встиг пограти за «Перес Селедон», після чого перейшов до «Сапрісси», з якої відразу ж був відданий в оренду до «Уругвай де Коронадо».
2022 року, повернувшись з оренди, молодий півзахисник почав регулярно залучатися до ігор «Сапрісси». З командою виграв Апертуру 2022 року та Клаусуру 2023 року.
14 липня 2023 року костариканець перейшов у «Аріс» (Салоніки) з грецької Суперліги, уклавши п'ятирічний контракт. 17 серпня Самора дебютував за новий клуб у матчі Ліги конференцій УЄФА проти київського «Динамо» (1:2), в якому він вийшов на поле на 105-й хвилині овертайму, реалізував свій післяматчевий пенальті, але його команда програла у серії 5:6 та вибула зі змагань.

## Виступи за збірну
23 вересня 2022 року дебютував в офіційних іграх у складі національної збірної Коста-Рики у товариському матчі проти Кореї (2:2). У перерві півзахисник замінив у складі Герсона Торреса. Невдовзі був включений до її заявки на тогорічний чемпіонат світу в Катарі. На турнірі дебютував у першій же грі своєї команди, в якій вона розгромно поступилася іспанцям 0:7, вийшовши на заміну у другому таймі. Більше на тому турнірі не грав, а за підсумками зустрічей Коста-Рика з однією перемогою посіла останнє місце у групі та припинила свою боротьбу.
| Дата       | Місто    | Господарі      | Результат | Гості      | Турнір             | Голи | Примітки |
| ---------- | -------- | -------------- | --------- | ---------- | ------------------ | ---- | -------- |
| 23-9-2022  | Коян     | Південна Корея | 2 – 2     | Коста-Рика | товариський матч   | -    | 46'      |
| 27-9-2022  | Сувон    | Узбекистан     | 1 – 2     | Коста-Рика | товариський матч   | -    | 46' 49'  |
| 9-11-2022  | Сан-Хосе | Коста-Рика     | 2 – 0     | Нігерія    | товариський матч   | -    | 78'      |
| 23-11-2022 | Доха     | Іспанія        | 7 – 0     | Коста-Рика | ЧС 2022 - 1-й етап | -    | 61'      |
| Усього     |          | Матчів         | 4         |            | Голів              | 0    |          |